# Кортісейру-де-Сіма
Кортісейру-де-Сіма (порт. Corticeiro de Cima; МФА: [kuɾ.ti.ˈsɐj.ɾu dɨ ˈsi.mɐ]) — парафія в Португалії, у муніципалітеті Кантаньєде. Розташована в західній частині країни, на теренах історичної португальської провінції Бейра. Входить до складу округу Коїмбра. За адміністративним поділом, чинним до 1976 року, терени парафії були складовою провінції Берегова Бейра. Належить до Коїмбрської діоцезії Католицької церкви. Патрон — Діва Марія. Площа — 5,3851 км². Населення — 721 ос. (2011). Слабо урбанізований регіон. Густота населення — 133,89 осіб/км²
. Код — 060216.

## Населення
| 1991 | 2001 | 2011 |
| 838  | 858  | 721  |